# Таписерија
Таписерија је специфична грана сликарска техника. Таписерија је врста тканог ћилима окачена је на зид и представља тепих са сликом који служи за украшавање ентеријера и од тапете се разликује у материјалу – преовлађује вуна и разликује се по томе што је слободно окачен за разлику од лепљене тапете. Између нити основе провлаче се нити потке које обликују мотиве. Провучене нити притискују се „чешљем“ и тако настају густи, једнолични, паралелни радови.

## Гоблен
Гоблен (фр. goblén) је чест назив за тканину са сликом (у Француској познат као таписерија) односно за зидни украс са утканим сликовним сценама. Назив је изведен из назива радионице Manufacture des Gobelins коју је основала истоимена породица фарбара. Она се од 1662. налазила у краљевом власништву Луја XIV под именом Manufacture royale des gobelins (краљевска мануфактура гоблена) и под уметничким надзором сликара Шарла Ле Брена. Била је један од најпознатијих произвођача таписерија у Европи. Нацрте за гоблене израђивали су и познати сликари Рафаел, Франсоа Буше и Гоја.

## Историја
Окачене таписерије су у прошлости присутне од старога века. У Европи се најстарија оваква дела налазе од 11. века у Енглеској а у Немачкој у 12. веку. У доба цветања готике и ренесансе су таписерије познате у Француској. У Паризу. Од 16. века таписерије имитирају окачене слике својом тематиком и често су били рађени на основу картона сликара као Гоја или Рафаел. У 19. веку долази до застоја у овој уметности. У савременој уметности се таписерија употребљава за украшавање просторија репрезентативног карактера.
Таписерији је основа у лепоти линије и боје које су по материјалном саставу вунене или свилене. Таписер из природе тих материјала извлачи специјалну лепоту меких контура и још мекших површина боје. Сродна таписерији је техника под називом гоблен.
Таписерија као специфична грана ликовних умјетности у себе укључује више умјетничких дјелатности. Она је спој класичне умјетности и примијењене. 
Умјетник који изводи таписерије је свестран. Он је и сликар, дизајнер, архитекта, вајар, сценограф, илустратор, цртач и свакако мајстор у технологији и познавању материјала које обрађује.  Данас је таписерија отишла много даље од обичног ткања па је тако и таписерија данас дизајнерско и архитектонско дело, скулптура, сценографија, илустрација, цртеж и прича.

## Галерија таписерија
- Грчки војник - вунени вез, 3.-2. век п. н. е.
- Таписерија- Египат, 6. век п. н. е.
- Таписерија од шест делова - Дама са једнорогом Париз.
- Зенобиа осуђује Меониусове убице, касни 16. век
- Таписерија Загорке Стојановић
- Таписерија Загорке Стојановић
- Гоблен са мотивом дана и ноћи на украсном јастучету
- Таписерија у Музеју Семберије у Бијељини, Легат Родољуба Чолаковића и Милице Зорић